# Horst Riechert
Horst Riechert (* 9. Juni 1926; † 18. März 2006 in Berlin) war ein deutscher Didaktiker der Gesellschaftswissenschaften in der Akademie der Pädagogischen Wissenschaften der DDR (APW).
Riechert promovierte 1966 beim Institut für Gesellschaftswissenschaften beim ZK der SED. Als Direktor des Instituts für gesellschaftswissenschaftlichen Unterricht in der 1970 eingerichteten APW war Riechert verantwortlich für den Geschichtsunterricht (Leiter: Reinhold Kruppa), den Geographieunterricht (Leiter: Wolfgang Schlimme) und  das von der Opposition stark angegriffene Fach Staatsbürgerkunde (Leiter: Siegfried Piontkowski) in der gesamten DDR bis zur friedlichen Revolution 1989, als er abgesetzt wurde.

## Schriften
- Die Gesetzmäßigkeit der revolutionären Veränderungen im Schulwesen, in: Deutsche Zeitschrift für Philosophie, 7/1959, Heft 5–6, Seiten 721–742
- Lenin zu Fragen der Bildung und Erziehung,  in: Deutsche Zeitschrift für Philosophie 8/1960, Heft 6
- Zu einigen sozial-ökonomischen und weltanschaulich-theoretischen Grundlagen der sozialistischen Schulentwicklung in der Deutschen Demokratischen Republik, Berlin 1966
- Zur Vermittlung der Lehre von Karl Marx an die Jugend, in: Geschichte und Staatsbürgerkunde, 25 (1983) 7/8
- Gesellschaftswissenschaftlicher Unterricht und materialistische Dialektik, in: DZPh, 32/1984, Heft 2
- Staatsbürgerkunde in den Kämpfen unserer Zeit. In: Geschichte und Staatsbürgerkunde (1989) 6, S. 468–483. (Teilabdruck in Kuhn/Massing/Skuhr 1993) online-Fassung